# 료젠

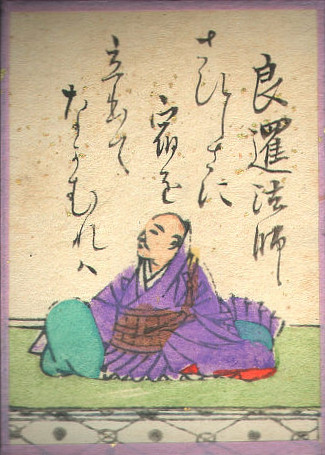

료젠(일본어: 良暹, 생몰년 미상)은 일본 헤이안 시대의 승려, 시인이다.

## 와카
```
외로움에 암자를 떠나 주위를 보니 어느 곳도 똑같은 가을 저녁노을
寂しさに宿を立ち出でてながむればいづくも同じ秋の夕暮れ
```